# Paul Atanga Nji
 (août 2020).
Si vous disposez d'ouvrages ou d'articles de référence ou si vous connaissez des sites web de qualité traitant du thème abordé ici, merci de compléter l'article en donnant les références utiles à sa vérifiabilité et en les liant à la section « Notes et références ».
Paul Atanga Nji, né en 1960 à Bamenda est un ministre et homme politique camerounais. Il occupe actuellement la fonction de ministre de l'Administration territoriale (MINAT) depuis le remaniement ministériel du 2 mars 2018. Il est aussi secrétaire permanent du conseil national  de sécurité  du Cameroun

## Parcours politique
Le 7 septembre 2007, il est nommé ministre chargé de missions à la présidence de la république.
En septembre 2010, il est promu secrétaire permanent du conseil national de sécurité (CNS). Ceci cumulativement à sa fonction de ministre.
Le 2 mars 2018, il est nommé ministre de l'Administration territoriale.
Il est accusé d'avoir participé à l'Affaire des faux observateurs de Transparency International à l'élection d'octobre 2018 au Cameroun.
Il est par ailleurs membre du comité central du RDPC et chef de la délégation départementale du comité central pour la Mezam dans la région du Nord-Ouest.

### Déclarations
Paul Atanga Nji interdit aux leaders de partis politiques l'expression ‶camerounais, camerounaises, chers compatriotes″,,,

« Enfin, le Ministre de l’Administration Territoriale, en tant que tutelle des partis politiques, tient à rappeler que les leaders des partis politiques s’adressent à leurs militants et sympathisants, tandis que Seul le Chef de l’État qui incarne les institutions de la République, est habilité à s’adresser au Peuple selon la formule consacrée : « Camerounais, Camerounaises, mes chers compatriotes.
Les contrevenants n’ont qu’à bien se tenir.
Fait à Yaoundé le 23 mai 2024 »